# Резолюция Совета Безопасности ООН 3
Резолюция Совета Безопасности ООН 3, принятая 4 апреля 1946 года, признала, что советские войска в Иране не могут быть выведены вовремя в рамках трехстороннего договора, но просила Советский Союз вывести их так быстро, как это возможно, и что ни одно государство в любом случае не должно замедлять этот процесс. В случае обстоятельств, угрожающих выводу войск, Совет Безопасности просил быть информированным.
Эта резолюция была принята 9 голосами. Австралия отказалась голосовать, а СССР воздержался.

## См.также
- Иранская операция
- Резолюции Совета Безопасности ООН 1—100 (1946 — 1953)